# Армія Андерса
Армія Андерса — польське збройне формування періоду Другої світової війни.
14 серпня 1941 у Москві між Верховним головнокомандуванням СРСР і Верховним командуванням Польщі було підписано угоду, яка передбачала створення на території СРСР у найкоротший строк польської армії, призначеної для спільної з Червоною армією боротьби проти гітлерівських загарбників. Командувати армією, яка в основному складалася з депортованих польських військовослужбовців, призначено генерала В. Андерса, інтернованого в СРСР у вересні 1939. Формування польської армії в СРСР розпочалося у вересні 1941 в Поволжі. Виявляючи бажання воювати у складі військ союзників, Андерс за допомогою британського уряду домігся від радянського керівництва згоди на виведення формування до Середньої Азії. 31 серпня 1942 відбулася радянсько-польська військова конференція, на якій підписано протокол про евакуацію армії, всього близько 80 тисяч військовослужбовців і понад 37 тисяч членів їхніх сімей, в Іран для охорони нафторозробок і нафтопроводів.
Нова реорганізація армії у 2-й корпус відбулася в І-й половині 1943 у Палестині. У січні-лютому 1944 за наполяганням Черчілля, 50-тисячний корпус переведено до Італії і включено до союзницьких військ. У травні 1944 брав участь у здобутті монастиря Монте-Кассіно — укріпленого пункту німців в Італії. У червні 1944 корпус знову у боях, які закінчив у Болоньї (Італія) 21 квітня 1945.